# Supercopa do Brasil de Futebol Feminino de 2025
A Supercopa do Brasil de 2025 foi a quarta edição desse torneio nacional de futebol feminino, organizado pela Confederação Brasileira de Futebol (CBF). Realizado entre 7 e 15 de março, o torneio contou com formato eliminatório, nas quais oito clubes se enfrentaram em jogos únicos para determinar quem avançaria para a próxima fase. Corinthians e São Paulo foram os clubes que seguiram na disputa pelo título, com o São Paulo se consagrando campeão na final, ao vencer o rival nos pênaltis.
Com a vitória na final, o São Paulo conquistou a Supercopa pela primeira vez, recebendo uma premiação de 700 mil reais. Embora esse valor represente um aumento em relação às edições anteriores, ainda corresponde a apenas 12% do montante pago ao vencedor da competição homônima masculina. O título também marcou a primeira conquista de grande expressão do clube em 28 anos e encerrou a hegemonia do adversário na competição, que havia vencido as três edições anteriores.
Integrantes da comissão técnica e atletas do São Paulo destacaram o empenho do clube na modalidade e o trabalho da equipe, enquanto os do Corinthians lamentaram a derrota e exaltaram o crescimento da competitividade no futebol feminino no Brasil.

## Antecedentes
Em 2022, a CBF lançou a Supercopa do Brasil com a finalidade de dar maior visibilidade ao futebol feminino no país e incentivar o desenvolvimento da modalidade em diversos estados. Para isso, a competição reuniu oito equipes das 12 melhores classificadas da primeira divisão do Campeonato Brasileiro e as quatro melhores da segunda divisão, com a condição de que cada unidade federativa tenha apenas um representante.
O ano de 2025, por sua vez, começou com algumas incertezas para o futebol feminino devido à demora da CBF em divulgar o calendário da modalidade, o que só aconteceu em 17 de janeiro. Antes disso, os clubes confirmados para a Supercopa estavam sem saber quando a competição aconteceria, e o Cruzeiro chegou a questionar a entidade sobre o assunto. O mês de março foi finalmente definido para a realização do torneio, que manteve o regulamento das edições anteriores. No entanto, foi anunciado que, no próximo ano, o formato deve ser alterado para seguir os mesmos moldes da homônima masculina, devido ao retorno da Copa do Brasil da modalidade.

### Formato e participantes
Assim como nas edições anteriores, a edição de 2025 da Supercopa seguiu o formato de um torneio com oito equipes, que competem em partidas eliminatórias de jogo único, com o vencedor avançando para a próxima fase. Em caso de empate, a vaga é decidida nos pênaltis. A princípio, os participantes seriam 3B da Amazônia, Bahia, Corinthians, Cruzeiro, Flamengo, Grêmio, Real Brasília e Sport. No entanto, o clube do Amazonas desistiu de participar da competição e foi substituído pelo São Paulo, vice-campeão brasileiro no ano anterior.
| Federação                                            | Participante  | Participação em 2024 | Título(s)             |
| ---------------------------------------------------- | ------------- | -------------------- | --------------------- |
| Bahia                                                | Bahia         | 1.ª                  | —                     |
| Distrito Federal                                     | Real Brasília | 4.ª                  | —                     |
| Minas Gerais                                         | Cruzeiro      | 3.ª                  | —                     |
| Pernambuco                                           | Sport         | 1.ª                  | —                     |
| Rio de Janeiro \|style="text-align: left;"\|Flamengo | 4.ª           | —                    |                       |
| Rio Grande do Sul                                    | Grêmio        | 2.ª                  | —                     |
| São Paulo                                            | Corinthians   | 4.ª                  | 3 (2022, 2023 e 2024) |
| São Paulo                                            | São Paulo     | 1.ª                  | —                     |

### Sorteio
Com os oito participantes definidos, a CBF realizou um sorteio em 12 de fevereiro para determinar os confrontos, os mandantes da primeira fase e o chaveamento até a final. No dia 25 do mesmo mês, a entidade divulgou a tabela detalhada, estabelecendo o confronto entre Sport e São Paulo como o primeiro jogo da modalidade em 2025.

## Resumo
No dia 7 de março, São Paulo e Sport protagonizaram o jogo de abertura da Supercopa 2025, realizado no estádio Adelmar da Costa Carvalho, em Recife. O clube visitante dominou a partida, inaugurando o placar aos três minutos com um gol de Giovanna Crivelari. Apesar da superioridade, o placar só mudou no segundo tempo, com Bia Menezes, Karla Alves e Bruna Calderan ampliando a goleada do São Paulo. No dia seguinte, Bahia e Cruzeiro se enfrentaram no estádio Antônio de Figueiredo Carneiro, em Alagoinhas. O clube da casa controlou os primeiros minutos e chegou a marcar, mas o gol foi anulado pela arbitragem. Ainda no primeiro tempo, o Cruzeiro reagiu e criou duas oportunidades, ambas acertando a trave adversária. Aos 33, em cobrança de escanteio, Letícia Ferreira marcou o único gol da partida.
Os dois últimos jogos das quartas de final ocorreram em 9 de março, ambos às 16h. Na Arena do Grêmio, em Porto Alegre, o mandante perdeu a lateral Raíssa Bahia aos 35 minutos, expulsa após o segundo cartão amarelo. Com um a mais, o Corinthians aproveitou e marcou com Vic Albuquerque e Andressa Alves, indo para o intervalo com uma vantagem de dois gols. No segundo tempo, Andressa ampliou, selando o placar. Já no estádio Walmir Campelo Bezerra, em Gama, o Flamengo dominou o Real Brasília no primeiro tempo, aproveitando para marcar dois gols, com Jucinara e Cristiane. O clube candango reagiu no segundo tempo e diminuiu a diferença com Luciene Baião. Seis minutos depois, uma jogadora do Real Brasília foi expulsa. Nos minutos finais, o Flamengo marcou o terceiro gol com Laysa.
Com a definição dos classificados, as semifinais ocorreram em 12 de março. O primeiro jogo foi entre Flamengo e São Paulo, disputado às 16 horas, no estádio Urbano Caldeira, em Santos. O São Paulo iniciou a partida pressionando e criando várias chances de gol. Aos nove minutos, Aline Milene recebeu na marca do pênalti e forçou Isa Cruz a realizar uma grande defesa. No lance seguinte, o chute cruzado de Bia Menezes passou muito perto do gol adversário. Nesse cenário, a goleira do Flamengo se destacou no primeiro tempo, realizando duas defesas difíceis. Um pouco antes do intervalo, Camilinha ainda acertou o travessão. O São Paulo abriu o placar aos 12 minutos do segundo tempo, quando, após uma cobrança de falta, a zagueira Kaká cabeceou para o gol. Em desvantagem, o Flamengo passou a se lançar mais ao ataque, enquanto o São Paulo recuou. No entanto, o time carioca não conseguiu criar grandes oportunidades para empatar, ao contrário do paulista, que teve chances de ampliar. De toda forma, a vitória pelo placar mínimo garantiu ao São Paulo a vaga na final da Supercopa.
Na outra semifinal, o Corinthians derrotou o Cruzeiro pelo placar mínimo, no estádio Primeiro de Maio, em São Bernardo do Campo. O início do jogo foi marcado pela expulsão da goleira cruzeirense Camila Gomes, aos 12 minutos. Ela saiu para interceptar um lançamento do adversário e acabou tocando a bola com o braço fora da área. Apesar da vantagem numérica, o Corinthians não conseguiu exercer uma pressão ofensiva e, no primeiro tempo, teve apenas uma chance de gol, com um arremate de Andressa Alves que acertou o travessão. No segundo tempo, ambos os times marcaram, mas os gols foram anulados por impedimento. Já nos minutos finais da partida, um erro na saída de bola do Cruzeiro resultou em um pênalti para o Corinthians, convertido por Vic Albuquerque. Mais tarde, o time paulista teve outra oportunidade de pênalti, mas desta vez Duda Sampaio desperdiçou a cobrança. Após o término do jogo, o Cruzeiro formalizou uma reclamação, alegando que houve erros de arbitragem tanto no gol anulado da equipe quanto no primeiro pênalti contra.
Os resultados das semifinais classificaram Corinthians e São Paulo para a final da Supercopa, reeditando a decisão do Campeonato Brasileiro de 2024, disputada poucos meses antes. A partida decisiva ocorreu em 15 de março, às 16h30, no estádio Cícero Pompeu de Toledo, na capital paulista. O primeiro tempo foi marcado pelo equilíbrio entre as equipes. A melhor chance da etapa inicial veio aos 17 minutos, quando Gabi Zanotti finalizou de voleio para a defesa de Carlinha. Dois minutos depois, Dudinha respondeu, exigindo uma intervenção de Lelê. No segundo tempo, o São Paulo assumiu o controle da partida. Logo nos primeiros minutos, Lelê derrubou Dudinha na área, mas se redimiu ao defender a cobrança de pênalti de Camilinha. O Corinthians reagiu cinco minutos depois, com um cabeceio de Ariel Godoi, e voltou a ameaçar aos 19, em uma confusão na área tricolor. Ariel finalizou novamente, mas Bia Menezes, bem posicionada, evitou o gol. Nos acréscimos, Karla Alves balançou as redes para o São Paulo, mas o gol foi anulado por impedimento de Aline Milene no início da jogada. Assim, o tempo regulamentar terminou em 0 a 0, levando a decisão do título para os pênaltis. Nos pênaltis, Vic Albuquerque, do Corinthians, e Aline Milene, do São Paulo, desperdiçaram suas cobranças. Na quinta batida corinthiana, Gisela Robledo chutou para fora. Na sequência, Robinha converteu e garantiu o título para o São Paulo.

## Partidas
Os esquemas abaixo apresentam detalhes adicionais das partidas, como datas, horários, público e receita, autoras dos gols e os árbitros principais, com todas as informações extraídas dos documentos oficiais divulgados pela CBF.

### Quartas de final
| 7 de março | Sport | 0 – 4          | São Paulo                                                                    | Adelmar da Costa Carvalho, Recife                                              |
| 21:30      |       | Súmula Borderô | Crivelari 3' · Bia Menezes 58' · Karla Alves 75' (pên.) · Bruna Calderan 79' | Público: 1 118 Renda: R$ 340,00 Árbitro: PB Ruthyanna Camila Medeiros da Silva |

| 8 de março | Bahia | 0 – 1          | Cruzeiro             | Antônio de Figueiredo Carneiro, Alagoinhas                       |
| 19:00      |       | Súmula Borderô | Letícia Ferreira 33' | Público: 249 Renda: R$ 249,00 Árbitro: PE Deborah Cecilia (FIFA) |

| 9 de março | Grêmio | 0 – 3          | Corinthians                                     | Arena do Grêmio, Porto Alegre                                   |
| 16:00      |        | Súmula Borderô | Vic Albuquerque 42' · Andressa Alves 45+1', 57' | Público: 972 Renda: R$ 4 860,00 Árbitro: RJ Rejane Silva (FIFA) |

| 9 de março | Real Brasília            | 1 – 3          | Flamengo                                 | Walmir Campelo Bezerra, Gama                                       |
| 16:00      | Luciene Baião 77' (pên.) | Súmula Borderô | Jucinara 28' · Cristiane 37' · Laysa 87' | Público: 454 Renda: R$ 5 120,00 Árbitro: SP Marianna Nanni Batalha |

### Semifinais
| 12 de março | São Paulo | 1 – 0          | Flamengo | Urbano Caldeira, Santos                                     |
| 16:00       | Kaká 57'  | Súmula Borderô |          | Público: 541 Renda: R$ 0 Árbitro: SE Thayslane Costa (FIFA) |

| 12 de março | Corinthians                | 1 – 0          | Cruzeiro | Primeiro de Maio, São Bernardo do Campo                              |
| 19:00       | Vic Albuquerque 83' (pen.) | Súmula Borderô |          | Público: 8 949 Renda: R$ 73 887,00 Árbitro: SC Charly Deretti (FIFA) |

### Final
| 15 de março | São Paulo | 0 – 0  | Corinthians | Cícero Pompeu de Toledo, São Paulo                                     |
| 16:30       |           | Súmula |             | Público: 9 031 Renda: R$ 126 412,60 Árbitro: SE Thayslane Costa (FIFA) |

|                                                |       | Penalidades                                                |  |
| Karla Alves Kaká Milene Bruna Calderan Robinha | 4 – 3 | Gabi Zanotti Vic Albuquerque Andressa Alves Mariza Robledo |  |

### Esquema
O esquema abaixo apresenta o chaveamento da Supercopa de 2025, com os clubes mandantes posicionados na parte superior de cada confronto e os vencedores destacados em negrito.
|  | Quartas de final | Quartas de final |                |       | Semifinais | Semifinais |  |  | Final | Final |
|  |                  |                  |                |       |            |            |  |  |       |       |
|  |                  |                  |                |       |            |            |  |  |       |       |
|  |                  |                  |                |       |            |            |  |  |       |       |
|  | Sport            | 0                |                |       |            |            |  |  |       |       |
|  | Sport            | 0                |                |       |            |            |  |  |       |       |
|  | São Paulo        | 4                |                |       |            |            |  |  |       |       |
|  | São Paulo        | 4                | São Paulo      | 1     |            |            |  |  |       |       |
|  |                  |                  | São Paulo      | 1     |            |            |  |  |       |       |
|  |                  | Flamengo         | 0              |       |            |            |  |  |       |       |
|  | Real Brasília    | Flamengo         | 0              | 1     |            |            |  |  |       |       |
|  | Real Brasília    |                  |                | 1     |            |            |  |  |       |       |
|  | Flamengo         | 3                |                |       |            |            |  |  |       |       |
|  | Flamengo         | 3                | São Paulo (p.) | 0 (4) |            |            |  |  |       |       |
|  |                  |                  | São Paulo (p.) | 0 (4) |            |            |  |  |       |       |
|  |                  | Corinthians      | 0 (3)          |       |            |            |  |  |       |       |
|  | Grêmio           | Corinthians      | 0 (3)          | 0     |            |            |  |  |       |       |
|  | Grêmio           |                  |                | 0     |            |            |  |  |       |       |
|  | Corinthians      | 3                |                |       |            |            |  |  |       |       |
|  | Corinthians      | 3                | Corinthians    | 1     |            |            |  |  |       |       |
|  |                  |                  | Corinthians    | 1     |            |            |  |  |       |       |
|  |                  | Cruzeiro         | 0              |       |            |            |  |  |       |       |
|  | Bahia            | Cruzeiro         | 0              | 0     |            |            |  |  |       |       |
|  | Bahia            |                  |                | 0     |            |            |  |  |       |       |
|  | Cruzeiro         | 1                |                |       |            |            |  |  |       |       |
|  | Cruzeiro         | 1                |                |       |            |            |  |  |       |       |

## Repercussão
A vitória na final garantiu ao São Paulo, além do título inédito, uma premiação de 700 mil reais. Esse valor, aliás, representa o maior prêmio da história da Supercopa, superando os 500 mil reais que o Corinthians recebeu pelo vice-campeonato. Ainda assim, o valor distribuído corresponde a 12% do montante que a CBF pagou ao Flamengo, vencedor da competição masculina. O título também quebrou um jejum de 28 anos do São Paulo sem conquistar um torneio nacional de relevância no futebol feminino, sendo o último em 1997, com a Taça Brasil. No entanto, o clube já havia vencido a segunda divisão em 2019 e a Brasil Ladies Cup, uma competição internacional amistosa, em 2021. Por fim, quebrou a hegemonia do Corinthians, tricampeão da competição, e colocou fim na superioridade do rival em finais.
O técnico do São Paulo, Thiago Viana, destacou o empenho do clube na conquista desse primeiro título desde a reativação da modalidade em 2019, além de ressaltar toda a preparação da equipe, que envolveu desde a pré-temporada até o aspecto emocional das atletas. O trabalho desenvolvido pela equipe também foi destacado pela zagueira Kaká, autora do gol da vitória na semifinal, e pelas meio-campistas Aline Milene e Robinha. Pelo lado do Corinthians, algumas jogadoras expressaram lamentação pela competição, com a lateral-esquerda e capitã Tamires afirmando que a final da Supercopa é um reflexo do aumento da competitividade no futebol feminino brasileiro.
O diretor de Competições da CBF, Júlio Avellar, destacou a alteração no formato da Supercopa para 2026 e aproveitou a ocasião para comentar sobre as conquistas da entidade na modalidade, incluindo o aumento de 52% no número de jogos no calendário de 2025.

### Gerais
- «Tabela da Supercopa do Brasil de 2025». ge. Consultado em 16 de março de 2025. Cópia arquivada em 16 de março de 2025
- «Regulamento da Supercopa do Brasil de 2025» (PDF). Confederação Brasileira de Futebol. Consultado em 16 de março de 2025. Cópia arquivada (PDF) em 16 de março de 2025
- «Tabela detalhada da Supercopa do Brasil de 2025» (PDF). Confederação Brasileira de Futebol. Consultado em 16 de março de 2025. Cópia arquivada (PDF) em 16 de março de 2025

### Específicas
1. ↑  Natália Rodrigues Milreu (30 de janeiro de 2023). «Supercopa Feminina: Competição foi criada valorizar ainda mais o calendário da categoria». Bola VIP. Consultado em 16 de março de 2025. Cópia arquivada em 11 de abril de 2024
2. ↑  «CBF lança Supercopa do Brasil de futebol feminino, que estreia em 2022». Olimpíada Todo Dia. 4 de fevereiro de 2021. Consultado em 16 de março de 2025. Cópia arquivada em 5 de novembro de 2024
3. ↑  «Futebol feminino terá a criação da Supercopa do Brasil para 2022». TNT Sports. 4 de fevereiro de 2021. Consultado em 16 de março de 2025. Cópia arquivada em 16 de março de 2025
4. ↑  Camila Alves; Cíntia Barlem; Danny Paiva (6 de janeiro de 2025). «Futebol feminino ainda não tem calendário de 2025 divulgado pela CBF». ge. Consultado em 16 de março de 2025. Cópia arquivada em 18 de janeiro de 2025
5. ↑  Raffaela Carolina (17 de janeiro de 2025). «Calendário do futebol feminino é divulgado». Planeta Futebol Feminino. Consultado em 16 de março de 2025. Cópia arquivada em 16 de março de 2025
6. ↑  Renan Prates (Março de 2025). «Tabela da Supercopa Feminina 2025: resultados, chaveamento e programação». Olympics. Consultado em 16 de março de 2025. Cópia arquivada em 16 de março de 2025
7. ↑  «CBF sorteia confrontos da edição 2025 da Supercopa Feminina». Agência Brasil. 12 de fevereiro de 2025. Consultado em 16 de março de 2025. Cópia arquivada em 16 de fevereiro de 2025
8. ↑  «CBF define confrontos da Supercopa Feminina 2025; confira». ge. 12 de fevereiro de 2025. Consultado em 17 de março de 2025. Cópia arquivada em 12 de fevereiro de 2025
9. ↑  Schimene Weber (25 de fevereiro de 2025). «Supercopa Feminina 2025: Tabela é divulgada pela CBF». Midiamax. Consultado em 16 de março de 2025. Cópia arquivada em 25 de fevereiro de 2025
10. ↑  «São Paulo goleia Sport na estreia da Supercopa do Brasil feminina». Bahia Notícias. 8 de março de 2025. Consultado em 16 de março de 2025. Cópia arquivada em 8 de março de 2025
11. ↑  Raffaela Carolina (8 de março de 2025). «São Paulo goleia o Sport e se torna o primeiro semifinalista da Supercopa Feminina». Planeta Futebol Feminino. Consultado em 16 de março de 2025. Cópia arquivada em 16 de março de 2025
12. ↑  «SUPERCOPA FEMININA: São Paulo goleia o Sport e vai às semifinais». Futebol Interior. 7 de março de 2025. Consultado em 16 de março de 2025. Cópia arquivada em 16 de março de 2025
13. ↑  «Supercopa feminina: Cruzeiro derrota o Bahia e vai às semifinais». Lance!. 8 de março de 2025. Consultado em 16 de março de 2025. Cópia arquivada em 13 de março de 2025
14. ↑  Sharon Prais (8 de março de 2025). «Cruzeiro vence Bahia e avança para as semifinais da Supercopa Feminina». Fut das Minas. Consultado em 16 de março de 2025. Cópia arquivada em 9 de março de 2025
15. ↑  «Em estreia da Supercopa feminina, Cruzeiro vence o Bahia e se classifica para semifinal». O Tempo. 9 de março de 2025. Consultado em 16 de março de 2025. Cópia arquivada em 9 de março de 2025
16. ↑  «Corinthians Feminino: Andressa Alves brilha e comanda vitória na Supercopa». UOL. 9 de março de 2025. Consultado em 16 de março de 2025. Cópia arquivada em 16 de março de 2025
17. ↑  «Corinthians aproveita expulsão, bate Grêmio no Sul e avança à semi da Supercopa do Brasil feminina». Gazeta Esportiva. 9 de março de 2025. Consultado em 16 de março de 2025. Cópia arquivada em 16 de março de 2025
18. ↑  Mel Karoline (9 de março de 2025). «Flamengo elimina Real Brasília nas quartas de final da Supercopa Feminina». Correio Braziliense. Consultado em 16 de março de 2025. Cópia arquivada em 9 de março de 2025
19. ↑  «Futebol feminino: Flamengo domina e vence o Real Brasília pela Supercopa». Jornal de Brasília. 9 de março de 2025. Consultado em 16 de março de 2025. Cópia arquivada em 16 de março de 2025
20. ↑  Izabella Giannola (12 de março de 2025). «Supercopa feminina: São Paulo vence Flamengo e vai à final». Lance!. Consultado em 16 de março de 2025. Cópia arquivada em 13 de março de 2025
21. 1 2  Guilherme Xavier (12 de março de 2025). «São Paulo vence o Flamengo, mantém tabu e vai à final da Supercopa Feminina». UOL. Consultado em 16 de março de 2025. Cópia arquivada em 16 de março de 2025
22. ↑  Lucas Barbosa; Ana Cristina Schwambach (12 de março de 2025). «Corinthians elimina Cruzeiro e vai à final da Supercopa Feminina». CNN Brasil. Consultado em 16 de março de 2025. Cópia arquivada em 13 de março de 2025
23. 1 2  Renan Liskai (12 de março de 2025). «Corinthians vence Cruzeiro, e Supercopa Feminina terá Majestoso na final». UOL. Consultado em 16 de março de 2025. Cópia arquivada em 13 de março de 2025
24. ↑  «Cruzeiro formaliza reclamação sobre a arbitragem do jogo contra o Corinthians pela Supercopa Feminina». ge. 14 de março de 2025. Consultado em 16 de março de 2025. Cópia arquivada em 15 de março de 2025
25. ↑  «Supercopa feminina: São Paulo e Corinthians jogam a final no Morumbi». Lance!. 13 de março de 2025. Consultado em 16 de março de 2025. Cópia arquivada em 16 de março de 2025 – via O Tempo
26. ↑  «Supercopa Feminina 2025: onde assistir ao vivo Corinthians x São Paulo». UOL. 15 de março de 2025. Consultado em 16 de março de 2025. Cópia arquivada em 16 de março de 2025
27. 1 2 3 4 5  «São Paulo é campeão da Supercopa Feminina Betano 2025». Confederação Brasileira de Futebol. 15 de março de 2025. Consultado em 16 de março de 2025. Cópia arquivada em 16 de março de 2025
28. ↑  «São Paulo é campeão da Supercopa Feminina». Portal Morada. 16 de março de 2025. Consultado em 16 de março de 2025. Cópia arquivada em 16 de março de 2025
29. ↑  «São Paulo bate o Corinthians nos pênaltis e é campeão da Supercopa Feminina». Jornada10. 15 de março de 2025. Consultado em 16 de março de 2025. Cópia arquivada em 16 de março de 2025 – via Terra
30. 1 2  «São Paulo vence Corinthians e é campeão da Supercopa Feminina pela primeira vez». Folha de S.Paulo. 15 de março de 2025. Consultado em 16 de março de 2025. Cópia arquivada em 16 de março de 2025
31. 1 2 3  Livia Camillo (15 de março de 2025). «São Paulo supera Corinthians nos pênaltis e fatura 1ª Supercopa Feminina». UOL. Consultado em 16 de março de 2025. Cópia arquivada em 16 de março de 2025
32. 1 2 3  «São Paulo encerra jejum de 28 anos com título da Supercopa Feminina e quebra mais duas marcas». ge. 15 de março de 2025. Consultado em 16 de março de 2025. Cópia arquivada em 16 de março de 2025
33. ↑  Fernanda Vicente Franklin (15 de março de 2025). «Supercopa Feminina bate recorde no valor da premiação». Lance!. Consultado em 16 de março de 2025. Cópia arquivada em 16 de março de 2025
34. ↑  Livia Camillo (15 de março de 2025). «São Paulo ganha R$ 700 mil na Supercopa, 12% do que CBF paga ao masculino». UOL. Consultado em 16 de março de 2025. Cópia arquivada em 16 de março de 2025
35. ↑  «São Paulo vence Corinthians nos pênaltis e conquista título inédito da Supercopa feminina». ESPN. 15 de março de 2025. Consultado em 16 de março de 2025. Cópia arquivada em 16 de março de 2025
36. 1 2  «Thiago Viana, Kaká e Bia Menezes celebram conquista da Supercopa Feminina 2025». Confederação Brasileira de Futebol. 15 de março de 2025. Consultado em 16 de março de 2025. Cópia arquivada em 16 de março de 2025
37. ↑  «Campeão da Supercopa Feminina, Thiago Viana comemora título inédito». São Paulo Futebol Clube. 15 de março de 2025. Consultado em 16 de março de 2025. Cópia arquivada em 16 de março de 2025
38. ↑  «Aline Milene e Robinha vibram com título da Supercopa Feminina Betano 2025». Confederação Brasileira de Futebol. 15 de março de 2025. Consultado em 16 de março de 2025. Cópia arquivada em 16 de março de 2025
39. ↑  «Tamires lamenta vice e vê competividade do futebol feminino aumentar no Brasil». Jogada10. 15 de março de 2025. Consultado em 16 de março de 2025. Cópia arquivada em 16 de março de 2025 – via Terra
40. ↑  «Com premiação histórica, Supercopa Feminina chega ao fim com festa Tricolor». Confederação Brasileira de Futebol. 16 de março de 2025. Consultado em 16 de março de 2025. Cópia arquivada em 16 de março de 2025